# Piper serpavillanum
Piper serpavillanum är en pepparväxtart som beskrevs av William Trelease. Piper serpavillanum ingår i släktet Piper och familjen pepparväxter. Inga underarter finns listade i Catalogue of Life.